# U 1276
U 1276 war ein deutsches U-Boot vom Typ VII C, das im Zweiten Weltkrieg von der ehemaligen deutschen Kriegsmarine eingesetzt wurde.

## Geschichte
Das Boot wurde auf der Vegesacker Werft in Bremen-Vegesack gebaut, am 25. Februar 1944 vom Stapel gelassen und am 6. April 1944 in Dienst gestellt. Kommandant war Oberleutnant Karl-Heinz Wendt.
Das U-Boot war der 8. U-Flottille zugeteilt. Nach Ende des Einfahrens während der Ausbildungszeit wurde das Boot der 11. U-Flottille bei Bergen in Norwegen unterstellt. Im November 1944 wurde es in Kiel bei der 5. U-Flottille ausgerüstet, bevor es an die Front fuhr.
Im Januar 1945 wurde U 1276 nach Norwegen verlegt und am 28. Januar 1945 erfolgte die erste Feindfahrt.

## Verbleib
Am 20. Februar 1945 traf das Boot vor der Südküste Irlands auf den Konvoi HX-337 der Royal Navy. Der Konvoi bestand aus etwa 40 Schiffen, aus Nova Scotia kommend. Bei dem Zusammentreffen gelang es U 1276, die Korvette HMS Vervain um 11:45 Uhr zu versenken. Die Vervain versank nach 20 Minuten (Lage). Wegen der flachen Küstengewässer konnte U 1276 nicht durch Tieftauchen entkommen. Nur zwei Seemeilen von der Wrackstelle der HMS Vervain entfernt wurde das U-Boot von der HMS Amethyst versenkt. Es gab keine Überlebenden.

## Wrack
Zwei irische Taucher des Ardmore Diving Centers haben im Sommer 2006 das Wrack südlich von Waterford und rund 20 Seemeilen südöstlich von Dungarvan (Lage: 51° 48′ N, 7° 7′ W) in etwa 76 m Tiefe entdeckt.